# Acuponana elosa
Acuponana elosa är en insektsart som beskrevs av Delong och Freytag 1970. Acuponana elosa ingår i släktet Acuponana och familjen dvärgstritar. Inga underarter finns listade i Catalogue of Life.